# علم سينت مارتن
اعتمد علم دولة سينت مارتن التابعة للمملكة الهولندية بشكل رسمي في 13 يونيو من سنة 1985، ويتألف العلم السينت مارتني من شريطين أفقيين أعلاهما الأحمر وأسفلهما الأزرق كما يوجد في زاوية اليسار مثلث أبيض متساوي الأضلاع يتوسطه شعار الدولة، والعلم السينت مارتني مشابه للعلم الفلبيني ولكن بعكس اللونين الأزرق والأحمر مكان بعضهما البعض.

## أعلام مشابهة
الجدير بالذكر أن علم سينت مارتن يشبه بشكل كبير علم الفلبين المستعمل بوقت الحروب (الشريط الأحمر العلوي والشريط الأزرق السفلي).

علم الفلبين
علم أكاديانا
علم هايتي
علم ليختنشتاين